# Lawrence Feuerbach
Lawrence Edward Joseph Feuerbach (1879. július – Saranac Lake, New York, 1911. november 16.) amerikai kötélhúzó és olimpiai bronzérmes súlylökő.
Az 1904. évi nyári olimpiai játékokon indult kettő számban. Kötélhúzásban a négy amerikai válogatott közül a New York Athletic Clubban szerepelt és 4.-ek lettek a többi amerikai válogatott mögött.
Egy atlétikai dobószámban is versenyzett: súlylökésben bronzérmes lett.